# Román csík
A román csík (Sabanejewia romanica) a sugarasúszójú halak (Actinopterygii) osztályának pontyalakúak (Cypriniformes) rendjébe, ezen belül a csíkfélék (Cobitidae) családjába tartozó faj.

## Előfordulása
A román csík a Duna romániai mellékfolyóinak felső és alsó szakaszain él.

## Megjelenése
A hal teste nyújtott, henger alakú. Szájnyílása szűk, alsó állású; felső állkapcsán 6 nagyon rövid bajuszszál (4 elöl, 2 a szájszöglet felett, ezek éppen a szem elülső széle alá érnek); elülső orrnyílása rövid, csőszerű. Szemének hátulsó fele alatt erőteljes kétágú tüske van, az ágak csaknem egyforma hosszúak. Faroknyelén felül és alul gyengén fejlett zsírgerinc található. Hátúszója 9, farok alatti úszója 6-7 sugarú; hátúszója a hasúszók töve előtt kezdődik; farokúszója 14 sugarú. Garatfogai egysorosak, rendszerint 6-6. Háta és oldalai világosak, a sárgástól a barnásig változnak; hasoldala fehér. Szemei előtt nincs sötét „kantárháromszög”. A hátúszó előtt 3-5, mögötte 4-7 rombusz alakú, sötét folt van. Az oldalvonal mentén húzódó egysornyi sötét foltot rendszerint vékony, fekete hosszanti csík köti össze; felette világos hosszanti sáv és sötét márványozás látható. Valamennyi úszóján sötét pontsorok vannak. A hím testhossza legfeljebb 10,5 centiméter, a nőstényé 12 centiméter.

## Életmódja
A román csík homokos vagy kavicsos talajú sebes vizek lakója. Az erős áramláshoz alkalmazkodott fenékhal, a nappalt a kövek között vagy a homokba rejtőzve tölti. Tápláléka főként férgek.

## Szaporodása
Április és július között ívik, ikráit az áramló sekély vízben, kavicsok és növények közé rakja le.